# Glikolsav
A glikolsav (vagy hidroxiecetsav) a legegyszerűbb α-hidroxikarbonsav. Színtelen, szagtalan, higroszkópos kristályokat alkot, melyek vízben jól oldódnak. Különböző bőrápoló termékekben használják. Előfordul az éretlen szőlőben, a cukornád és a vadszőlő levelében. Észtereit és sóit glikolátoknak nevezzük.

## Előállítása
Legnagyobb részét formaldehid és szintézisgáz katalitikus reakciójával állítják elő (formaldehid karbonilezése), mely rendkívül gazdaságos eljárás.
Előállítják továbbá klórecetsav nátrium-hidroxidos reakciójával, majd azt követő savanyítással.
A fenti eljárásokkal évente néhány ezer tonnát állítanak elő. További eljárások az oxálsav naszcensz hidrogénnel történő redukciója, valamint a formaldehid ciánhidrinjének hidrolízise, ezeket azonban nemigen használják ipari léptékben. A manapság gyártott glikolsav egy része mentes a hangyasav szennyezéstől. A glikolsav természetes anyagokból – például cukornádból, cukorrépából, ananászból, kantalup típusú sárgadinnyéből és éretlen szőlőből – is kinyerhető.
Enzimatikus biokémiai eljárással is elő lehet állítani, ezzel a módszerrel tisztább anyagot lehet kapni, mint a hagyományos kémiai szintézissel, kisebb a folyamat energiaigénye, és a melléktermék is kevesebb.

## Felhasználása
A textiliparban festő- és cserzőanyagként, az élelmiszerek feldolgozásában ízanyagként és tartósítószerként, a gyógyszeriparban bőrápolószerként használják. Felhasználják ragasztók és műanyagok gyártásában is. Gyakori összetevője az emulziós polimereknek, tinták és festékek oldószereinek, ezzel javítva azok folyási tulajdonságait és fényüket.
Mivel a bőrbe nagyon könnyen behatol, bőrápoló készítményekben is alkalmazzák, leggyakrabban mint kémiai hámlasztószert. A felhasznált oldat töménységén kívül a pH-ja is fontos szerepet játszik a hatásának erősségében. Javítja a bőr megjelenését és textúráját. Alkalmazásakor a bőr felső rétegével reagál, az elhalt hámsejteket összetartó lipidek közötti kötőerőket gyengíti, ezáltal lehámlasztja az elhalt bőrréteget.
Számos szerves kémiai szintézisben fontos köztitermék, például oxidációs-redukciós reakciókban, észterképzésben és hosszúláncú polimerizációban. Monomerként használják poliglikolsav és más biokompatibilis kopolimerek (pl. PLGA) előállításához.
Kereskedelmi szempontból fontos származékai a metil- és etil-észterek, melyek – a tiszta savtól eltérően – könnyen desztillálhatóak (forráspontjuk rendre 147–149 és 158–159 °C). Butil-észterét (f.p. 178–186 °C) egyes lakkokban használják, mivel nem illékony, és jó oldószer.

## Biztonságtechnikai információk
A pH-tól függően erősen irritáló lehet. Az etilénglikolhoz hasonlóan oxálsavvá metabolizálódik, emiatt lenyelve veszélyes lehet.

## Fordítás
Ez a szócikk részben vagy egészben  a   Glycolic acid című angol Wikipédia-szócikk ezen változatának fordításán alapul.  Az eredeti cikk szerkesztőit annak laptörténete sorolja fel. Ez a jelzés csupán a megfogalmazás eredetét és a szerzői jogokat jelzi, nem szolgál a cikkben szereplő információk forrásmegjelöléseként.

## További olvasnivalók
- Glycolic acid MS Spectrum
- Hazardous Substances Data Bank